# Ichneumonka białoogonowa
Ichneumonka białoogonowa, mangusta białoogonowa (Ichneumia albicauda) – gatunek drapieżnego ssaka z podrodziny Herpestinae w obrębie rodziny mangustowatych (Herpestidae).

## Taksonomia
Gatunek po raz pierwszy zgodnie z zasadami nazewnictwa binominalnego opisał w 1829 roku francuski przyrodnik Georges Cuvier, nadając mu nazwę Herpestes albicaudus. Holotyp pochodził z południowej Afryki i Senegalu. Jedyny żyjący współcześnie przedstawiciel rodzaju ichneumonka (Ichneumia). Podstawowe dane taksonomiczne podgatunków (oprócz nominatywnego) przedstawia poniższa tabelka:
| Podgatunek      | Oryginalna nazwa             | Autor i rok opisu | Miejsce typowe |
| --------------- | ---------------------------- | ----------------- | --- |
| I. a. dialeucos | Mungos albicaudus dialeucos  | Hollister, 1916   | Góra Lololokwi, Kenia.                                                                                               |
| I. a. grandis   | Herpestes grandis            | O. Thomas, 1890   | Thomas podał „albo nad Limpopo, albo w Zululand”; Roberts uściśla na Hectorspruit, w południowo-wschodnim Transwalu. |
| I. a. ibeanus   | Herpestes albicaudus ibeanus | O. Thomas, 1904   | Athi-ya-Maui (Stoni Athi), Kenia.                                                                                    |
| I. a. loandae   | Herpestes albicaudus loandae | O. Thomas, 1904   | Pungo Andongo, na wysokości 1200 m, północna Angola.                                                                 |
| I. a. loempo    | Herpestes loempo             | Temminck, 1853    | Temminck podaje „wybrzeże Gwinei”, lecz prawie z całą pewnością Ghana.                                               |

Ważność podgatunków jest wątpliwa i wymaga dalszych badań. Autorzy Illustrated Checklist of the Mammals of the World rozpoznają sześć podgatunków.

### Etymologia
- Ichneumia: gr. ιχνευμων ikhneumōn „tropiciel”[24].
- albicauda: łac. albus „biały”; cauda „ogon”[25].
- dialeucos: łac. dialeucos „zmieszany z białym, białawy”, od gr. διαλευκος dialeukos „całkiem biały”, od δια- dia- „dokładnie”; λευκος leukos „biały”[26].
- grandis: łac. grandis „wielki”[27].
- ibeanus: etymologia niejasna, Thomas nie podał etymologii nazwy gatunkowej[10].
- loandae: Loanda / Luanda, Angola[28].
- loempo: nazwa loempo „ludożerca” dla ichneumonki używane przez rdzenną ludność Gwinei[5].

## Zasięg występowania
Ichneumonka białoogonowa występuje w Afryce zamieszkując w zależności od podgatunku:
- I. albicauda albicauda – Senegal na wschód do wschodniego Sudanu, Erytrea i północna Somalia; także Półwysep Arabski.
- I. albicauda dialeucos – północna Kenia, południowa Somalia i południowa Etiopia.
- I. albicauda grandis – południowa Angola, Zambia, południowa Tanzania na południe do Południowej Afryki.
- I. albicauda ibeanus – Demokratyczna Republika Konga do centralnej Kenii.
- I. albicauda loandae – północna Angola i południowa Demokratyczna Republika Konga.
- I. albicauda loempo – Gwinea.

## Morfologia
Długość ciała (bez ogona) 47–69 cm, długość ogona samic 39,2–48,5 cm, samców 34,6–47 cm, długość tylnej stopy samic 13–14,8 cm, samców 13–14,7 cm, długość ucha samic 3,7–5 cm, samców 4,2–5 cm; masa ciała samic 3,1–5 kg, samców 2,9–5,2 kg. Płowoszare ubarwienie ciała z białym zakończeniem ogona (stąd nazwa gatunku albicauda czyli białoogonowa).

## Ekologia
Jest aktywna w nocy, spotykana pojedynczo lub w małych grupach rodzinnych. Biologia rozrodu tego gatunku jest słabo poznana. Zajmuje różne siedliska – od terenów leśnych po półpustynne, z wyjątkiem terenów wilgotnych i podmokłych. Ichneumonki białoogonowe są stosunkowo agresywne i terytorialne. Porozumiewają się, używając sygnałów akustycznych i zapachowych. Głównym pożywieniem ichneumonki białoogonowej są owady. Dietę uzupełnia drobnymi kręgowcami i owocami. Podobnie jak kuman wąskosmugi (Mungotictis decemlineata), również ichneumonka białoogonowa wydobywa pokarm zamknięty w twardej skorupce (np. ptasie jajo) uderzając nim o twardą powierzchnię.
W niewoli żyje do 12 lat. Długość życia w warunkach naturalnych nie jest znana.